# Петя Дубарова
Петя Стойкова Дубарова е българска поетеса.

## Биография
Петя Дубарова е родена на 25 април 1962 г. в Бургас, в семейството на прогимназиална учителка Мария Дубарова и Стойко Дубаров. Майката на поетесата има голяма роля в изграждането на личността и вижданията ѝ, като в същото време я напътства в света на изкуството.
Петя Дубарова започва да пише стихове в най-ранна детска възраст, като нейните първи публикации са във вестниците „Септемврийче“ и „Народна младеж“, в списанията „Родна реч“ и „Младеж“. Нейни духовни наставници са поетите Христо Фотев, Ваня Петкова и Григор Ленков.
Учи в Английската гимназия в Бургас (ПАГ Гео Милев). Многократно изнася литературни четения на свои творби пред съучениците си. Независимо от ранната слава, която я определя като „най-младата сред големите творци на България“, но за съжаление тя не е имала приятели. Прилежна ученичка е. Тя е изключително общителна и лъчезарна.
През 1978 г. участва във филма на режисьора Георги Дюлгеров „Трампа“. По време на снимките в град Самоков, една вечер, докато се забавлява в дискотека в курорта Боровец, Петя среща Пер – швед, в когото се влюбва. Той остава първата ѝ и единствена любов. В дневника си го описва като „далечния, светлия, чаровния, нежния“. Водят активна кореспонденция известно време, след което той просто престава да ѝ пише. Преживява го много тежко.
Година преди да сложи край на живота си, Петя е обзета от тежки мисли, свързани с отчаяние и разочарование от човечеството.

### Ранна смърт
Вечерта на 3 декември 1979 г. Петя изпива смъртоносна доза сънотворни и на 4 декември умира на 17-годишна възраст, оставяйки бележка със следния текст:
| „ | Измамена Младост Прошка Сън Спомен Зад стените на голямата къща Тайна | “ |

След изненадващата ѝ и загадъчна смърт плъзват различни слухове за причините за самоубийството. Съществува версия, според която поетесата се е самоубила заради нескопосано комсомолско обвинение за саботаж. Обвинението е по повод повредена пръскачка на автоматизирана линия по време на средношколска бригада във фабрика. С трагичния си избор девойката споделя съдбата на редица български известни поети – Пеньо Пенев, Димитър Бояджиев, Пейо Яворов, Андрей Германов, Веселин Андреев, Росен Босев и Христо Банковски.

## Творчество
Поезията на Петя е белязана от желанието ѝ за един по-добър, по-искрен, по-всеотдаен свят, за едно неограничено, дори безгранично раздаване на доброта, щастие и усмивки.
Единствената ѝ стихосбирка „Аз и морето“ е издадена след смъртта ѝ, през 1980 г., а няколко години по-късно от печат излиза и книгата „Най-синьото вълшебство“, в която е събрано цялото ѝ творчество, писма и личният ѝ дневник.

### Цитати
В една от последните си изповеди, записани в дневника ѝ, поетесата пише:
| „ | „Най-парадоксалното у мен е, че страданието ми носи щастие. Има нещо велико в страданието, нещо извисяващо... Как си представям страданието – неонова светлина, две необикновено красиви очи, тъжно-спокойни, незагледани, някаква доброта, молба, признание в тях, от неона изглеждат черни, а може би са кафяви, сини – не! Тъжно съгласие, не примирение, а съгласие с вече изживяното! И две ръце, голи до лактите, които стискат висока чаша бира. Това е страдание. Аз съм виждала страданието. То е било съвсем близо до мен – на съседната маса. И как съм го пожелавала само!“ „Нищожно нещо е човекът! Нищожно! Цял живот пъпли, бори се, създава нещо, но винаги в рамките на своето просто човешко съществувание – него той не може да надхвърли. Виж, ако всеки човек беше по едно слънце, по една планета …“; „Не зная защо, винаги съм била извънредно щастлива. Презирам онези, на които им трябва конкретен повод, за да бъдат щастливи – или да се влюбят, или да постигнат нещо… Понякога щастието ми е било толкова болезнено, едва съм се преборвала с него, за да оцелея, за да не изнемогна от подлудяващата му сила…“; „Не искам да живея в заслепение… Всичко е така опорочено, някъде отвътре, от дълбокото на живота лъха гнило. Но искам да вярвам, че има и достойни хора, хора чисти и необикновени. Ако има, то те са нещастници.“ | “ |

## Дом музей „Петя Дубарова“
С решение на Министерския съвет и със съгласието на родителите къщата, в която е живяла поетесата (ул. Гладстон 68), е освободена и новоизградена като дом музей „Петя Дубарова“. Музеят е открит на 7 август 1995 г.
Музеят е научен и културно-просветен институт за издирване, изучаване, съхраняване, документиране и популяризиране на литературното наследство и творческата личност на българската поетеса. Къщата музей е със статут на самостоятелно юридическо лице на бюджетна издръжка и предлага на вниманието на посетителите богат експозиционен материал от музейни предмети, комплектовани в няколко фонда: основен, научно-спомагателен, обменен и научен архив. Автентично е пресъздадена и личната стая на Петя Дубарова.

## Памет
На Петя Дубарова е наречена улица в жилищен комплекс „Овча купел“ в София (Карта).

## Песни по стихове на Петя Дубарова
По стихове на младата поетеса са създадени естрадни песни, изпълнявани от популярни български изпълнители. Подредбата е по азбучен ред на името на изпълнителя/групата:
- Ваня Костова – Звезди от моята нощ, музика Ваня Костова, 1998 г.
- Домино – Нощ над града, музика Тончо Русев, аранжимент Красимир Гюлмезов, 1994 г.
- Дует Ритон – Лятото, музика Тончо Русев, аранжимент Иван Кутиков, Алекс Нушев, 1985 г.
- Жан Мар – Спомени, музика Жан Мар, аранжимент Теодор Янков, Наско Копчев, Иван Христов, 2015 г.
- Йорданка Христова – Настроение (дали ще бъда скоро пак щастлива), музика Тончо Русев
- Кичка Бодурова – Лунапарк, музика Тончо Русев, 1986 г.
- Нели Рангелова – Сбогом, лято, музика Тончо Русев, аранжимент Александър Бръзицов, 1986 г.
- Петя Буюклиева – Радостта като сълза, музика Тончо Русев, аранжимент Константин Цеков
- Петя Буюклиева и Георги Христов – Пролет, музика Тончо Русев
- Росица Борджиева – Зимна ваканция, музика Тончо Русев, 1985 г.
- Росица Борджиева – Улица, музика Тончо Русев, аранжимент Иван Стайков, 1986 г.
- Росица Кирилова – Доброта, музика Тончо Русев, аранжименти Владимир Джамбазов, Пламен Велинов, 1986 г.
- Виктория Главчева – Влак (1977), музика и аранжимент Георги Милтиядов, 2024 г.